# Estació de Santa Susanna
Santa Susanna és una estació de ferrocarril propietat d'adif situada a la població de Santa Susanna a la comarca del Maresme. L'estació es troba a la línia Barcelona-Mataró-Maçanet per on circulen trens de les línies de rodalia R1 i RG1 de Rodalies de Catalunya operades per Renfe Operadora.
Aquest baixador es va inaugurar el 19 de febrer del 2000 a la vora de la torre de defensa de Can Torrent de Mar, tot i que aquest tram de la línia de Mataró va entrar en servei el 1859 quan es va obrir la segona ampliació del ferrocarril de Barcelona a Mataró, la primera línia de ferrocarril de la península Ibèrica, des d'Arenys de Mar a Tordera. La iniciativa de la construcció del ferrocarril havia estat de Miquel Biada i Bunyol per dur a terme les múltiples relacions comercials que s'establien entre Mataró i Barcelona.
Des d'Arenys de Mar a Maçanet-Massanes la línia és en via única. Tant l'Autoritat del Transport Metropolità al Pla Director d'Infraestructures 2009-2018, com per part del Ministeri de Foment d'Espanya al Pla Rodalies de Barcelona 2008-2015, es preveu la duplicació de vies entre Arenys de Mar i Blanes.
L'any 2016 va registrar l'entrada de 387.000 passatgers.

## Serveis ferroviaris
| Procedència/Destinació    | <             | Línia | >              | Procedència/Destinació  |
| ------------------------- | ------------- | ----- | -------------- | ----------------------- |
| Rodalia de Barcelona      |               |       |                |                         |
| L'Hospitalet de Llobregat | Pineda de Mar |       | Malgrat de Mar | Blanes Maçanet-Massanes |
| Rodalia de Girona         |               |       |                |                         |
| L'Hospitalet de Llobregat | Pineda de Mar |       | Malgrat de Mar | Figueres Portbou        |

## Galeria d'imatges

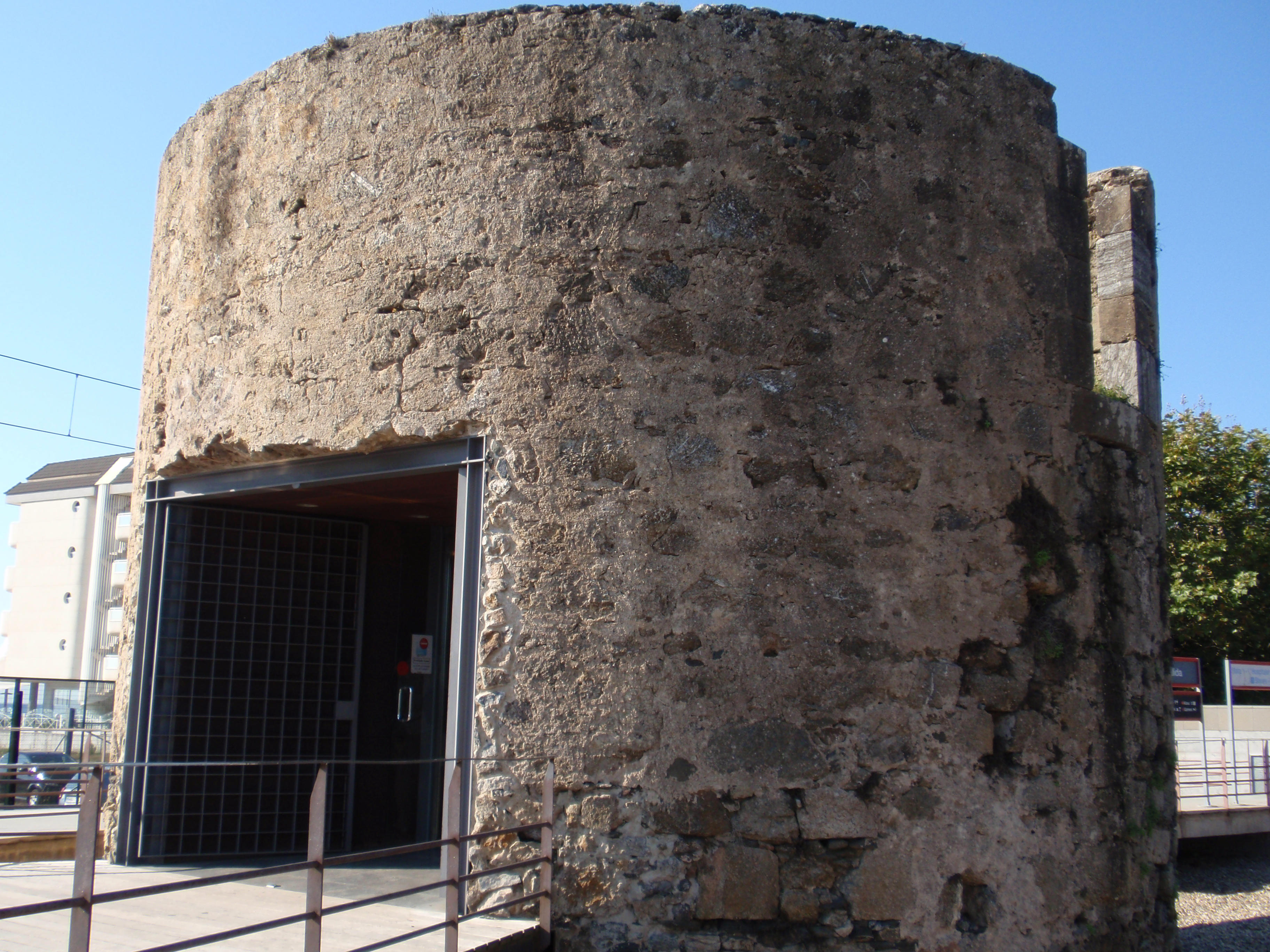
La torre de Can Torrent de Mar reconvertida com a edifici de l'estació
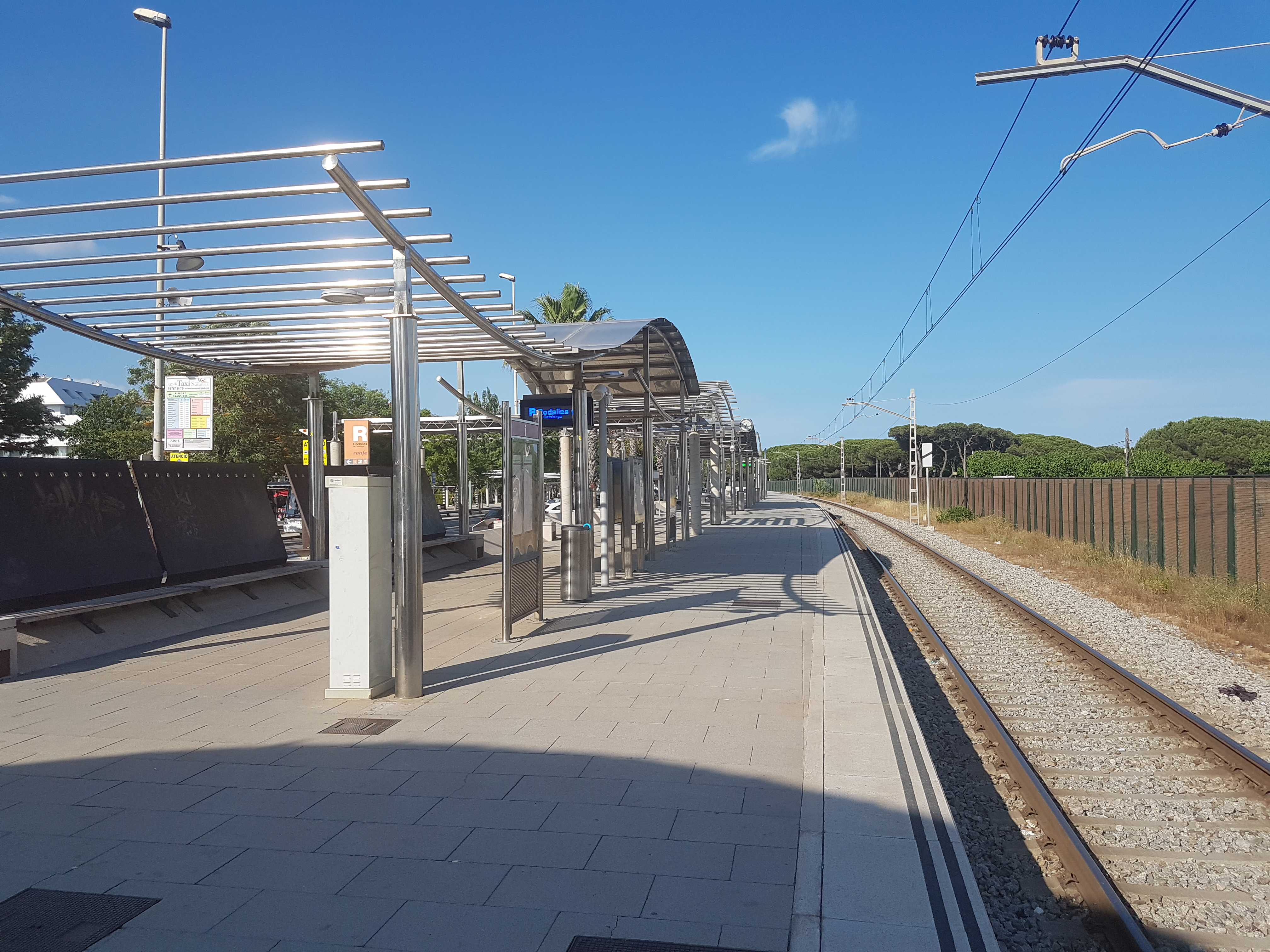
L'estació es caracteritza per una àmplia andana que serveix a una única via
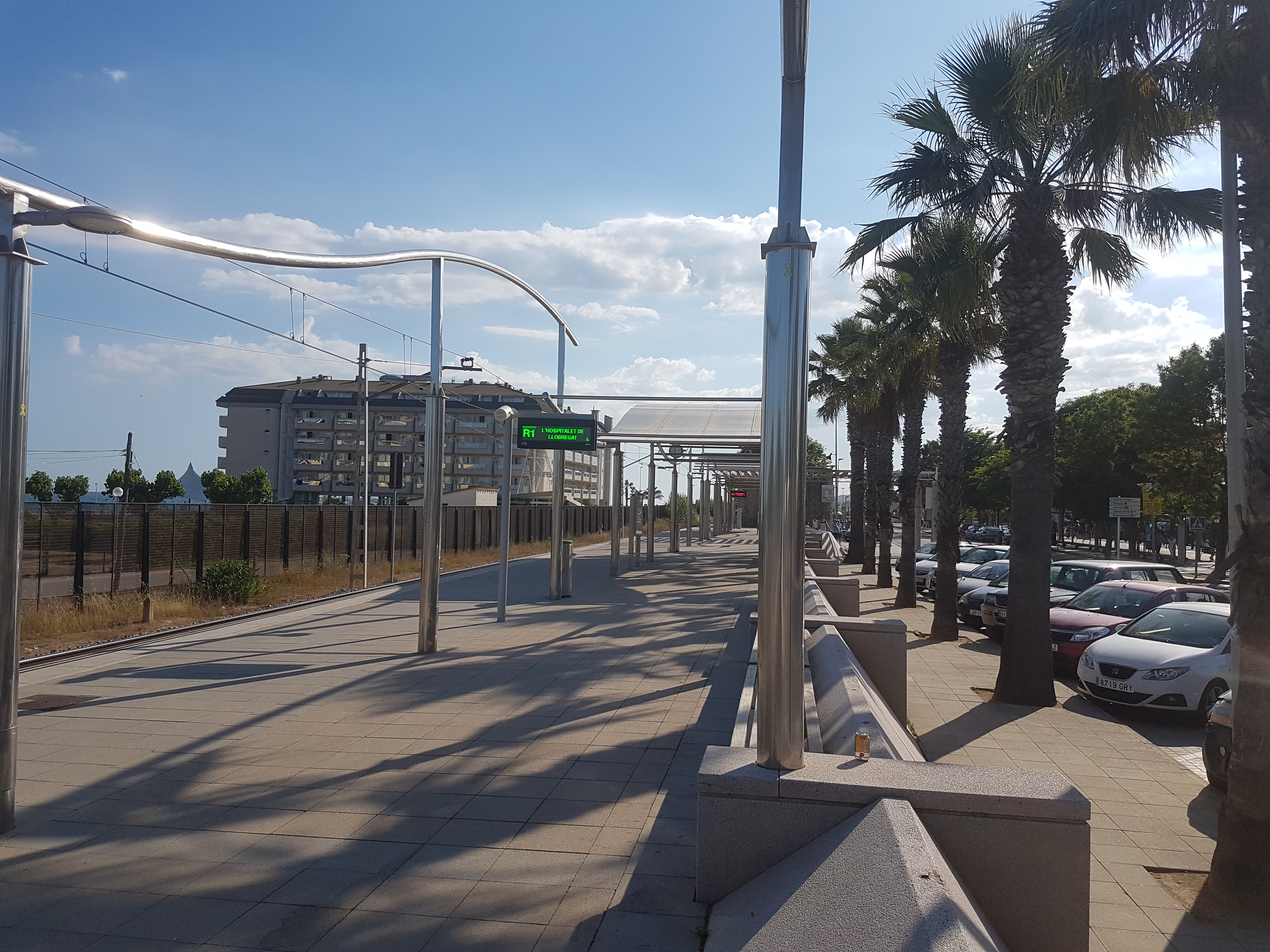
Marquesina i indicadors a l'estació